# István Kovács
István Kovács (sinh 27 tháng 3 năm 1992 ở Szombathely) là một cầu thủ bóng đá Hungary hiện tại thi đấu cho Videoton. Anh là một tiền vệ bắt đầu sự nghiệp ở Haladas, thi đấu trận tốt trong nửa đầu mùa giải 2011–12. Màn trình diễn ấn tượng giúp anh chuyển đến Videoton vào tháng 1 năm 2012.

## Thống kê câu lạc bộ
Tính đến 2 tháng 11 năm 2019
| Câu lạc bộ          | Mùa giải            | Giải vô địch | Giải vô địch | Cúp     | Cúp       | Cúp Liên đoàn | Cúp Liên đoàn | Châu Âu | Châu Âu   | Tổng    | Tổng      |
| Câu lạc bộ          | Mùa giải            | Số trận      | Bàn thắng    | Số trận | Bàn thắng | Số trận       | Bàn thắng     | Số trận | Bàn thắng | Số trận | Bàn thắng |
| ------------------- | ------------------- | ------------ | ------------ | ------- | --------- | ------------- | ------------- | ------- | --------- | ------- | --------- |
| Haladás             | 2008–09             | 1            | 0            | 0       | 0         | 7             | 0             | 0       | 0         | 8       | 0         |
| Haladás             | 2009–10             | 1            | 0            | 1       | 0         | 4             | 0             | 0       | 0         | 6       | 0         |
| Haladás             | 2010–11             | 1            | 0            | 1       | 0         | 1             | 0             | 0       | 0         | 3       | 0         |
| Haladás             | 2011–12             | 15           | 2            | 2       | 0         | 1             | 0             | 0       | 0         | 18      | 2         |
| Haladás             | Tổng cộng           | 18           | 2            | 4       | 0         | 13            | 0             | 0       | 0         | 35      | 2         |
| Videoton            | 2011–12             | 10           | 0            | 4       | 0         | 4             | 0             | 0       | 0         | 18      | 0         |
| Videoton            | 2012–13             | 29           | 4            | 5       | 2         | 4             | 0             | 8       | 0         | 46      | 6         |
| Videoton            | 2013–14             | 23           | 1            | 2       | 0         | 2             | 0             | 2       | 0         | 29      | 1         |
| Videoton            | 2014–15             | 26           | 5            | 6       | 0         | 5             | 1             | –       | –         | 36      | 6         |
| Videoton            | 2015–16             | 26           | 4            | 5       | 1         | –             | –             | 6       | 0         | 37      | 5         |
| Videoton            | 2016–17             | 12           | 0            | 3       | 1         | –             | –             | 2       | 1         | 17      | 2         |
| Videoton            | 2017–18             | 20           | 1            | 2       | 0         | –             | –             | 1       | 0         | 23      | 1         |
| Videoton            | 2018–19             | 32           | 4            | 9       | 0         | –             | –             | 14      | 0         | 55      | 4         |
| Videoton            | 2019–20             | 11           | 1            | 1       | 0         | –             | –             | 2       | 0         | 14      | 1         |
| Videoton            | Tổng cộng           | 189          | 20           | 38      | 4         | 15            | 1             | 35      | 1         | 277     | 27        |
| Tổng cộng sự nghiệp | Tổng cộng sự nghiệp | 207          | 22           | 42      | 4         | 28            | 1             | 35      | 1         | 302     | 29        |

## Sự nghiệp quốc tế
Ngày 22 tháng 3 năm 2013, anh ra mắt quốc tế cho Hungary khi vào sân từ ghế dự bị trước România ở phút thứ 79.